# 糖化終產物
糖化終產物（英語：Advanced glycation end products，缩写AGEs）是糖與蛋白質相互聚合、經過一系列的反應後產生的不可還原之物質。它也會改變及影響蛋白質的正常功能，與其他蛋白質連成大分子，降低蛋白質被代謝的機會；AGE也會使DNA產生移位現象，造成DNA損傷，影響DNA正常功能。

## 來源
人體內糖化終產物（AGEs）的來源有二種，一是從食物中攝取，其二則是由身體自行產生。
- 飲食來源：大多數的食物原本就含有AGEs，再加上下述的飲食方式，則會增加AGEs的累積。例如：肉類攝取過多（尤其是加工肉品），醣類攝取過多與高溫、乾熱的烹調方式
- 抽菸
- 高血糖
- 生活壓力、缺乏運動及年紀增長等因素

## 参阅
- 梅納反應
- 乙二醛酶系統（英语：Glyoxalase system）
- 醣基化
- 甲基乙二醛